# Abe Yosuke
Yosuke Abe (sinh ngày 24 tháng 5 năm 1990) là một cầu thủ bóng đá người Nhật Bản.

## Sự nghiệp câu lạc bộ
Yosuke Abe đã từng chơi cho Yokohama F. Marinos, Vegalta Sendai và Zweigen Kanazawa.